# Echinosepala arenicola
Echinosepala arenicola är en orkidéart som först beskrevs av Germán Carnevali och Ivón Mercedes Ramírez Morillo, och fick sitt nu gällande namn av Germán Carnevali och Gustavo Adolfo Romero. Echinosepala arenicola ingår i släktet Echinosepala och familjen orkidéer. Inga underarter finns listade i Catalogue of Life.